# Redwan Memeszew
Redwan Raimowycz Memeszew, ukr. Редван Раїмович Мемешев, krym. Redvan Memeşev (ur. 15 sierpnia 1993 w Dżankoju, w Autonomicznej Republice Krymu, Ukraina) – ukraiński piłkarz pochodzenia krymskotatarskiego, grający na pozycji pomocnika lub napastnika.

## Kariera piłkarska

### Kariera klubowa
Karierę piłkarską rozpoczął 20 marca 2011 w drużynie Krymtepłycia Mołodiżne. 10 lipca 2013 przeszedł do Wołyni Łuck. 17 sierpnia 2017 został piłkarzem Karpat Lwów. 15 grudnia 2017 opuścił lwowski klub. 24 marca 2018 został piłkarzem SK Dnipro-1. 28 marca 2019 podpisał kontrakt z białoruskim klubem Sławija Mozyrz.

### Kariera reprezentacyjna
Od 2013 zawodnik młodzieżowej reprezentacji Ukrainy.